# Arbegnoch

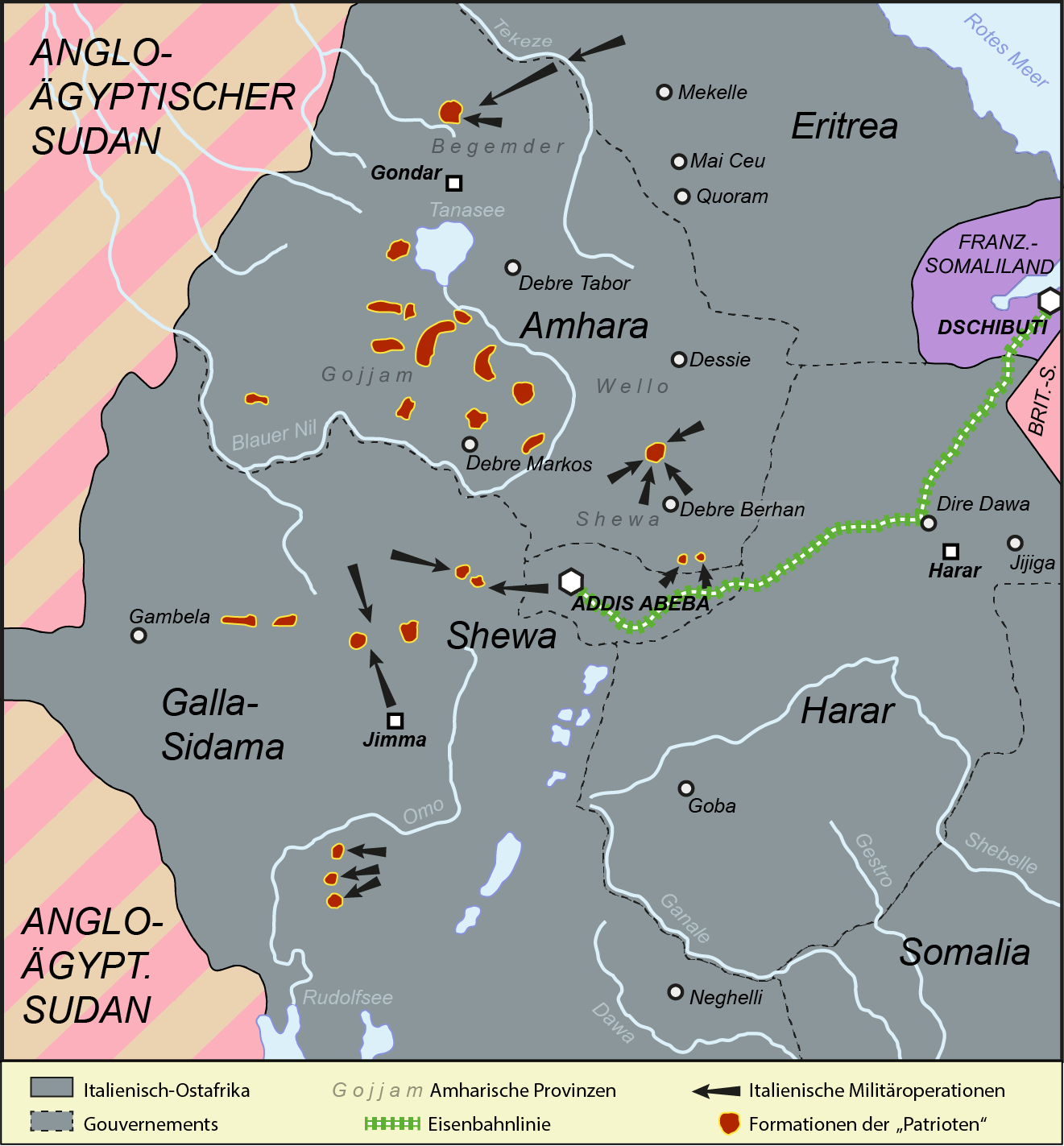
En rojo las áreas de la Etiopía italiana en enero de 1938 que estaban controladas por los Arbegnoch. Con flechas negras se indican los ataques italianos que destruyeron la insurgencia, que quedaba en el verano de 1940 solamente en el noroeste de la región Amhara

Los Arbegnoch (en amhárico, "patriotas") fueron combatientes de la resistencia etíope en la Etiopía italiana del  África oriental italiana desde 1936 hasta 1941. Estos últimos se referían a ellos con el nombre despectivo de shifta. 

## Organización
El movimiento de los Arbegnoch se concentró principalmente en las regiones rurales de Shewa, Gondar y Gojam, y contaban con apoyos en toda la Etiopía ocupada, eso incluye a cientos de eritreos. Se agupaban en pequeños grupos operados desde Addis Abeba y otras ciudades, conocidas como Wust Arbagna (Patriotas enterados). Grupos como los leones negros participaron en el movimiento Entre 1937 a 1938, se estima que había 25 000 miembros activos en Etiopía. Los luchadores activos se estimaban en un promedio de 400 a 500 miembros, dependiendo de la temporada agrícola.

### Apoyos

#### Cristianos
Los patriotas tenían el apoyo casi total de la Iglesia ortodoxa etíope. La mayoría de los participantes eran montañeses cristianos. Los musulmanes etíopes estaban menos involucrados en el conflicto italo-etíope y algunas veces consideraban tanto a los cristianos como a los italianos sus enemigos. Las relaciones entre los dos grupos religiosos fueron tenues a lo largo de la ocupación italiana. Hasta hubo un caso de un musulmán que atacó y mató a algunos arbegnochen retirada en la provincia de Wolo.

#### Mujeres
La Asociación Voluntaria de Mujeres de Etiopía, establecida en 1937, coordinó el trabajo de sus miembros contra los italianos, muchas de las cuales lucharon junto a los Arbegnoch. Otra organización, la Unión Patriótica de Mujeres Etíopes, ayudó directamente a las fuerzas patriotas regulares. Como conspiraban junto a los Wust Arbagna, proporcionaban alimentos, medicinas, ropa, armas, municiones e inteligencia a los rebeldes. Durante la liberación de Etiopía, muchas mujeres de la Unión Patriótica de Mujeres Etíopes tomaron las armas. Varias actuaron como vigilantes, limpiaron armas en el campo de batalla y administraron primeros auxilios.

## Historia

### Invasión italiana

Batallas y movimientos en mayo de 1936.

Un par de meses después de la segunda guerra italo-etíope el 9 de diciembre de 1935, el ministro de Guerra de Etiopía, Mulugeta Yeggazu, ordenó a todos los jefes del norte que emprendieran "una resistencia patriótica contra los italianos por quitarle la independencia a Etiopía". El movimiento Patriota surgió recién en la primavera de 1936 después de la batalla de Maychew en la región de Tigray cuando las tropas dispersas del Ejército del Imperio etíope recurrieron a tácticas de guerrilla contra las fuerzas de ocupación. Los civiles locales se unieron y operaron independientemente cerca de sus hogares. Las actividades tempranas incluyeron el robo de materiales de guerra, rodar rocas desde acantilados contra convoyes, secuestro de mensajeros, asesinato de colaboradores corte de líneas telefónicas, prender fuego a oficinas administrativas, vertederos de municiones y almacenes de combustible.
A medida que aumentaban los sabotajes, los italianos desplegaron más tropas en Tigray, lejos de la campaña que continuaba más al sur. Las autoridades italianas se referían a los Arbegnoch como shifta, palabra amhárico que significa "bandido". Esta palabra también tiene la connotación de "uno que se rebela contra una autoridad injusta" y muchos Arbegnoch reapropiaron la etiqueta y se enorgullecieron de su uso. El 4 de mayo, los Arbegnoch liderados por Haile Mariam Mammo tendieron una emboscada a una columna italiana en Chacha, cerca de Debre Berhan, y mataron a aproximadamente 170 askari (Soldados indígenas que servían a los ejércitos coloniales) tomaron prisioneros a cuatro italianos, que luego fueron liberados. Addis Abeba cayó ante los italianos que avanzaban el 5 de mayo de 1936 y los etíopes se retiraron a áreas cercanas para reagruparse; su líder, Abebe Aregai, fue a Ankober; Balcha Safo,héroe de la guerra anterior contra los italianos a Gurage, Zewdu Asfaw a Mulo, Blatta Takale Wolde Hawariat a Limmu y los hermanos Kassa ( Aberra, Wondosson y Asfawossen ) a Selale. Haile Mariam realizó tácticas de ataque y huida alrededor de la capital. El emperador Haile Selassie huyó del país con 117 cofres de lingotes de oro que se utilizaron para financiar su corte en el exilio y las actividades de los Arbegnoch.

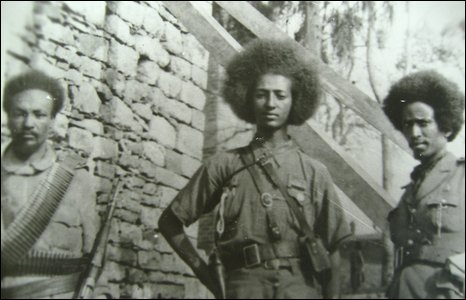
Fotografía de Arbegnoch durante el período de la guerrilla. En el centro se encuentra el futuro general etíope Jagema Kello.

El emperador dejó a 10 000 tropas bajo el mando de Aberra Kassa con órdenes de continuar la resistencia. El 21 de junio, Kassa se reunió con el obispo Abune Petros y varios otros líderes Arbegnoch en Debre Libanos, alrededor de 70 kilómetros al norte de Addis Abeba. Se hicieron planes para asaltar partes de la capital ocupada, pero la falta de equipo de radio y transporte hizo imposible montar un ataque coordinado. El gobierno rebelde con centro en Gore dirigido por el ras Imru Haile Selassie nunca pudo proporcionar ningún liderazgo significativo a los Arbegnoch o las formaciones militares restantes. En la noche del 26 de junio, miembros de la organización de los Leones negros destruyeron tres aviones italianos en Nekemte y asesinaron a doce oficiales italianos, incluido el mariscal de vuelo italiano Vincenzo Magliocco (it). Los italianos esperaban obtener apoyo en la región enviando al partido para hablar con la población local. El virrey de la recién creada colonia italiana de África Oriental, Rodolfo Graziani, ordenó que la ciudad fuera bombardeada en represalia por el asesinato de Magliocco (su adjunto). Las reacciones negativas de los lugareños obligaron a los Arbegnoch a abandonar la región; Desta Damtew, el comandante de los Arbegnoch del sur, retiró sus tropas a Arbegona . Rodeados por las fuerzas italianas, se retiraron a Butajira, donde finalmente fueron derrotados. Se estima que un total de 4 000 Arbegnoch murieron en las batallas, de los cuales 1 600, incluyendo Damtew, fueron ejecutados.

### Ocupación
Después de la caída de Addis Abeba, la resistencia etíope se limitó cada vez más a las montañas y a la mayoría de los observadores les pareció que la población estaba lista para aceptar la ocupación y cooperar con las autoridades italianas; incluso el emperador Selassie estaba preocupado de que sus compatriotas se adaptarían al dominio italiano. Pero las duras medidas de virrey Graziani contra los Arbegnoch y la represión general que tuvo lugar durante su mandato erosionaron el apoyo a la conciliación. El príncipe Amedeo, Duque de Aosta fue nombrado por Mussolini para reemplazar a Graziani como Virrey de África Oriental Italiana. Tenía una mentalidad más abierta que su predecesor y estaba bien preparado para alentar la cooperación del público etíope, pero cuando asumió sus responsabilidades el 29 de diciembre de 1937, la opinión de Etiopía se había echado a perder con respecto a la idea de la dominación italiana. Aunque la mayor parte del ejército etíope original había sido destruido, los aristócratas que habían escapado de la persecución en Addis Abeba y los clérigos ortodoxos que fueron perturbados por las propuestas italianas a la población musulmana establecieron una nueva red de resistencia en Amhara.
Una rebelión estalló en septiembre de 1937 en la región de Lasta y en pocos días amenazó a la sorprendida administración italiana en Begemder y Gojjam. Los Arbegnoch bien armados tomaron numerosas residencias periféricas y destruyeron varios destacamentos Askari. Varios oficiales italianos también fueron asesinados. Tras la insurgencia, la prensa italiana dejó de informar por unos meses sobre las operaciones de combate en Etiopía.
En junio de 1938, las fuerzas italianas rodearon Ankober y las tierras altas circundantes en un intento de pacificar la resistencia en la región. Haile Mariam fue el único líder Arbegnoch que decidió tratar de huir y con 500 hombres atacó a los italianos en un intento inútil de romper su cordón. Fue herido de muerte el 6 de junio durante un importante choque en Gorfo, distrito de Bulga..

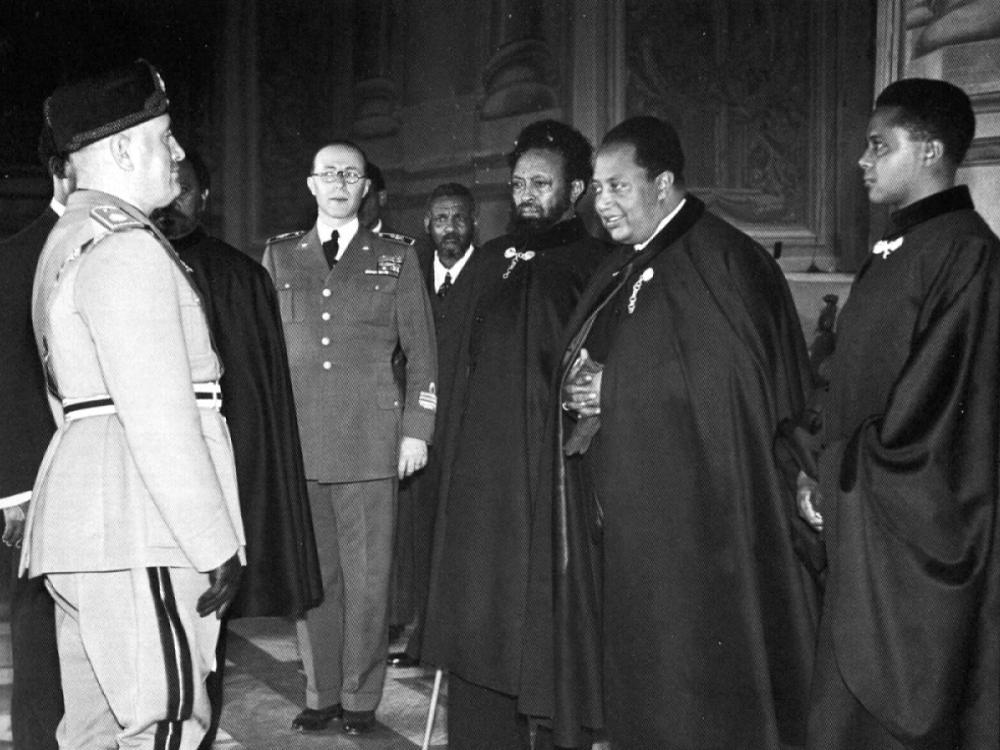
Ras Seyoum Mengesha, Ras Getachew Abate y Ras Kebbede Guebret ofreciendo apoyo a Mussolini en febrero de 1937.

Los Shifta (guerrillas etíopes) aún controlaban casi una décima parte de las tierras altas de Etiopía a finales de 1939. En vísperas de la Segunda Guerra Mundial todavía controlaban parte de Harar y una muy pequeña parte de la gobernación de Gala y Sidama. Abebe Aregai, el último líder de los arbegnoch ("guerrilleros" en Etiopía) hizo una propuesta de rendición a los italianos en la primavera de 1940, tras la rendición de 1939 de los líderes etíopes Zaudiè Asfau y Olonà Dinkel. Aregai bloqueó -después de su propuesta de rendicion, apoyada por los ingleses - toda actividad guerrillera hasta el inicio de la invasión británica de Etiopía a finales de 1940.
Durante la Segunda Guerra Mundial, el 2 de diciembre de 1940, una fuerza Arbegnoch bajo el mando de Admique Besha allanó la guarnición italiana en Addis Alem. Setenta y ocho soldados italianos murieron y más de 2 000 rifles fueron capturados, junto con varias granadas y piezas de artillería.